# Joaquín "El Chapo" Guzmán
Joaquín Guzmán Loera, (sinh 25/12/1954 hoặc 4 tháng 4 năm 1957, đang tranh cãi), biệt danh "El Chapo" (tiếng Tây Ban Nha: "thằng lùn" do chiều cao 1,68 m của ông) là một trùm ma túy México, đứng đầu tổ chức vận chuyển ma túy quốc tế được biết đến là Sinaloa Cartel, đặt theo tên tiểu bang giáp biển Sinaloa của Mexico, nơi tổ chức lần đầu được hình thành. Guzman đã trở thành trùm ma túy hàng đầu của Mexico vào năm 2003 sau vụ bắt giữ đối thủ của ông là Osiel Cárdenas trong Gulf Cartel, và cho đến khi bị bắt tháng 2 năm 2014, ông bị Bộ Ngân khố Hoa Kỳ coi là "kẻ buôn ma tuý quyền lực nhất trên thế giới".
Guzmán đã được tạp chí Forbes bình chọn là một trong những người quyền lực nhất trên thế giới mỗi năm kể từ năm 2009, xếp hạng lần lượt ở vị trí thứ 41, 60 và 55. Ông được mệnh danh là người giàu thứ 10 tại Mexico (thứ 1140 thế giới) vào năm 2011, với giá trị tài sản khoảng 1 tỷ USD. Tạp chí cũng gọi gọi ông là "trùm ma túy lớn nhất mọi thời đại"",, và Cục Phòng chống Ma tuý Hoa Kỳ ước tính ông đã vượt qua những ảnh hưởng và phạm vi của Pablo Escobar, và nay coi ông là "bố già của thế giới ma túy". Trong năm 2013, Ủy ban Tội phạm Chicago gọi Guzmán "Kẻ thù số một của công chúng" vì ảnh hưởng của mạng lưới tội phạm của ông này trong Chicago, mặc dù không có bằng chứng cho thấy Guzmán đã từng ở trong thành phố này. Người cuối cùng nhận được tai tiếng như vậy là Al Capone vào năm 1930.
Tập đoàn Sinaloa của Guzmán đã buôn lậu nhiều tấn hàng cocain từ Colombia qua Mexico sang Hoa Kỳ, nơi tiêu dùng mặt hàng này hàng đầu thế giới, và có chân rết phân phối trên khắp nước Mỹ. Tổ chức này cũng đã được tham gia vào việc sản xuất, buôn lậu và phân phối methamphetamine Mexico, cần sa, thuốc lắc (MDMA) và heroin trên khắp cả Bắc Mỹ và châu Âu. Tại thời điểm bị bắt năm 2014, Guzmán nhập khẩu nhiều loại ma tuý vào Hoa Kỳ hơn bất cứ ai khác.
Guzmán đã bị bắt vào năm 1993 ở Guatemala, bị dẫn độ và bị kết án 20 năm tù ở Mexico vì tội giết người và buôn bán ma túy. Sau khi hối lộ cai tù, ông đã trốn thoát khỏi một nhà tù liên bang có chế độ an ninh tối đa vào năm 2001. Ông bị chính phủ Mexico, Hoa Kỳ và Interpol phát lệnh truy nã. Hoa Kỳ treo khoản tiền thưởng 5 triệu USD cho ai cung cấp thông tin dẫn đến bắt giữ Guzmán, còn chính phủ Mexico treo giải thưởng 30 triệu peso (khoảng 2 triệu USD) cho ai cấp thông tin về Guzmán.
Năm 2001, Guzmán trốn thoát khỏi một nhà tù an ninh cẩn mật nhờ trốn trong một xe chở đồ giặt. Guzmán bị bắt giữ năm 2014 ở một khu nghỉ dưỡng ven biển tại Mexico.
Ngày 11 tháng 7 năm 2015, Guzmán đã trốn thoát khỏi nhà tù lần thứ hai thông qua một lối vào ở dưới phòng tắm của phòng giam. Lỗ thủng này dẫn tới một đường hầm có đèn và hệ thống thông gió và xe chạy điện, có chiều dài gần 1,6 km, chạy tới một hầm ngầm của một tòa nhà dùng để khai thác ngô bên ngoài nhà tù.
Hải quân Mexico đã bắt lại Guzmán sau một cuộc đấu súng vào ngày 8 tháng 1 năm 2016.
Guzmán đã bị dẫn độ về Hoa Kỳ vào ngày 19 tháng 1 năm 2017 để đối mặt với các cáo buộc hình sự liên quan đến sự lãnh đạo của ông đối với Sinaloa Cartel. Guzmán bị kết tội bởi một bồi thẩm đoàn ở Brooklyn vào ngày 12 tháng 2 năm 2019 về tất cả các tội buôn bán ma túy và dự kiến sẽ bị kết án chung thân mà không có khả năng tạm tha. Phiên xử kết án ông dự kiến diễn ra vào ngày 25 tháng 6 năm 2019.